# Лебедев, Анатолий Георгиевич
Анато́лий Гео́ргиевич Ле́бедев (13 апреля 1924 года, деревня Ряхино, Ивановская область — 2 мая 1984 года, Кинешма) — участник Великой Отечественной войны, полный кавалер ордена Славы.

## Биография
Анатолий Лебедев родился 13 апреля 1924 года в деревне Ряхино Ивановской области в семье крестьянина. После окончания семилетней школы учился в Кинешемском текстильном техникуме.
В октябре 1942 года был призван в Красную Армию. Окончил полковую школу, получил звание сержанта.
В июне 1943 года в составе артиллерийского противотанкового дивизиона прибыл на Центральный фронт.
Воевал на Курской дуге, награждён медалью «За отвагу». Был ранен, после лечения вернулся на фронт. Сражался на 1-м и 2-м Украинских, 1-м Белорусском фронтах.
27 января 1944 года в районе города Гайсин Винницкой области Украины под огнём оказал медицинскую помощь раненому заместителю командира дивизиона капитану Павлову и вынес его с поля боя. Приказом от 3 апреля 1944 года за умелые действия и за спасение раненого офицера старший сержант Лебедев был награждён орденом Славы 3-й степени.
22 июля 1944 года Лебедев с автоматчиками первым ворвался на шоссе Люблин — Варшава и перерезал его. Его отделение уничтожило 26 гитлеровцев, две легковые и восемь грузовых автомашин с различным грузом. Пятнадцать фашистов было взято в плен. Старший сержант Лебедев лично
убил пятерых гитлеровцев и подорвал две грузовые автомашины. Приказом от 11 августа 1944 года за умелое руководство боем и проявленные при этом мужество и отвагу был награждён орденом Славы 2-й степени.
В январе 1945 года старший сержант Лебедев отличился в боях на территории Польши. Вместе со своим отделением уничтожил 70 немецких солдат и офицеров, 13 огневых точек противника и подорвал три орудия ПТО. 16 января потушил подбитую врагом самоходную установку, в этом же бою уничтожил 9 гитлеровцев. Указом Президиума Верховного Совета СССР от 31 мая 1945 года был награждён орденом Славы 1-й степени.
Участвовал в штурме Берлина. За сноровку и мужество в уличных боях был награждён орденом Красной Звезды.
В 1945 году вступил в ВКП(б).
В феврале 1947 года гвардии старший сержант Лебедев был демобилизован.
Работал в МТС и на Красноволжском хлопчатобумажном комбинате.
В 1978 году стал почётным гражданином города Кинешмы.
Скончался 2 мая 1984 года. Похоронен в городе Кинешме на кладбище «Сокольники».

## Награды
- 3 апреля 1944 года — орден Славы 3 степени (№ 51358)[1]
- 11 августа 1944 года — орден Славы 2 степени (№ 1375)[1]
- 31 мая 1945 года — орден Славы 1 степени (№ 1165)[1]
- 1966 год — орден Трудового Красного Знамени
- орден Красной Звезды
- медали

## Память
- В Кинешме установлен бюст (у здания ДК Красноволжского текстильного комбината).